# 米尔科·斯卡兰蒂诺
米尔科·斯卡兰蒂诺（義大利語：Mirco Scarantino，1995年1月16日—），意大利男子举重运动员，2014年欧洲锦标赛男子56公斤级银牌得主、2015年欧洲锦标赛男子56公斤级铜牌得主、2016年欧洲锦标赛男子56公斤级金牌得主、2017年欧洲锦标赛男子56公斤级金牌得主、2018年欧洲锦标赛男子56公斤级银牌得主、2018年世界锦标赛男子55公斤级铜牌得主、2019年欧洲锦标赛男子55公斤级金牌得主。